# Tribalus brevisternus
Tribalus brevisternus är en skalbaggsart som beskrevs av Vienna 1993. Tribalus brevisternus ingår i släktet Tribalus och familjen stumpbaggar. Inga underarter finns listade i Catalogue of Life.